# The Antenna
Pour plus de détails, voir Fiche technique et Distribution.
The Antenna est un film turc réalisé par Orçun Behram, sorti en 2019.

## Fiche technique
- Titre français : The Antenna
- Réalisation : Orçun Behram
- Scénario : Orçun Behram
- Photographie : Engin Özkaya
- Pays d'origine :  Turquie
- Format : Couleurs - 35 mm
- Genre : Film d'horreur, Thriller
- Durée : 115 minutes
- Dates de sortie : 2019

## Distribution
- Gül Arici : Yasemin
- Elif Cakman : Cemile
- Murat Saglam : Hakan
- Enis Yildiz : Firat
- Ihsan Önal : Mehmet
- Eda Özel : Berrin
- Levent Ünsal : Cihan

## Récompenses et distinctions

### Récompenses
- Utopiales 2019 : mention spéciale du jury[1]

### Sélections
- Festival international du film de Catalogne 2019 : sélection en compétition